# Thorsø Høje

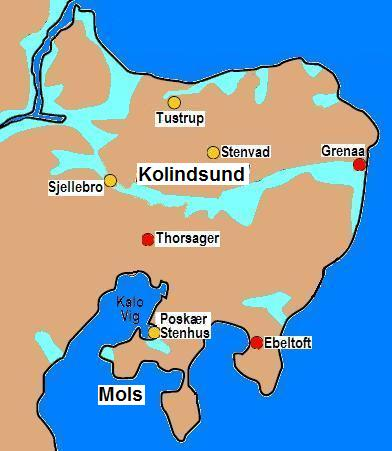
Die Lage des Fundplatzes bei Grenaa; nördlich des Kolindsunds

Die Thorsø Høje (deutsch „Thorsinsel-Hügel“) liegen 7,2 km nordwestlich von Grenaa im Dreieck zwischen den Dörfern Dalstrup, Thorsø und Villersø auf der ostjütländischen Halbinsel Djursland. Es sind neun verbliebene Grabhügel aus einem großen Gräberfeld. Das Djurslands-Museum hat in den letzten Jahren mehrere der inzwischen abgetragenen Hügel ausgegraben.
Die meisten der mehr als 25.000 erhaltenen Grabhügel in Dänemark liegen isoliert, da Hügel in ihrem Umfeld im Laufe der Zeit abgetragen wurden. Die Thorsø Høje bilden da eine Ausnahme. Es ist deutlich zu erkennen, wie nah die ursprünglich mehr als 30 Grabhügel beieinander lagen. Die fehlenden Erdhügel werden vor allem auf alten Karten gefunden.
Thorsø Høje sind heute sichtbare Hügel in der Landschaft. Dies war Anfang der 1990er Jahre noch nicht der Fall, als der Platz von fast undurchdringlichem Gebüsch bedeckt war. Auf dem Hügelareal steht jetzt eine Informationstafel, südlich des größten Grabhügels. „Melsækken“ ist ein Langhügel, der möglicherweise mehrere Bestattungen enthält. Unter den umgebenden Rundhügeln ist er vermutlich der älteste, da Langhügel in der Regel aus der Jungsteinzeit stammen, während die meisten der runden aus der nachfolgenden Bronzezeit (1.800–500 v. Chr.) stammen. Er ist ein Hügel vom „Typ Konens Høj“ (Frauenhügel – benannt nach einem Fundort) aus den Anfängen der dänischen Jungsteinzeit (etwa 3750–3500 v. Chr.).
Der Amateur-Archäologe Leutnant J. Jensen (1845–1909) nahm im Jahre 1867 die erste Ausgrabung vor, bei der er in einer Woche sieben Grabhügel ausgrub. In einem fand er eine Steinkiste, aber ansonsten liegen keine Erkenntnisse oder Hinweise aus der Grabung vor, die möglicherweise im Auftrag privater Sammler erfolgte.
1893 und 1894 wurden südlich der heutigen Hügelgruppe zwei inzwischen abgetragene Hügel vom National-Museum untersucht. Man fand drei Urnen mit Leichenbrand und das Fragment eines bronzenen Ringes. Im Ton einer der Urnen war der Abdruck eines Gerstenkorns zu erkennen. Im zweiten Hügel lagen zwei Dolche aus Feuerstein und eine massive bronzene Axt mit den Resten des Schaftes. Es gibt in der Region auch Lesefunde prähistorischer Artefakte aus der Stein-, Bronze- und Eisenzeit. So fand der Besitzer des Feldes südlich der Hügel im Jahr 1937 ein feines Bronzeschwert mit einer Holzscheide, das er dem National Museum übergab.
Im Jahr 1938 untersuchte das National-Museum auf dem Gräberfeld den „Melhøj“. Der Besitzer hatte beim Abtragen des Hügels zwei Gräber gefunden. Während der Ausgrabung wurden drei Feuerstellen aus der frühen Spätbronzezeit, etwa 1000 v. Chr., entdeckt und es fanden sich verbrannte Knochen. Unter den untersuchten Gräbern war auch das einer mit einer reichen Ausstattung aus Bronzeschmuck: Arm-, Finger- und Halsringe, Gürtelplatten und Nadeln begrabenen Frau. Die Gräber enthielten auch gut erhaltene Reste von Textilien, wie gewebte Kleidung mit Messingknöpfen.
Ein Teil der Funde ist im Djurslands-Museum in Grenaa zu sehen. Die Ausstellung enthält auch acht Bronzeschwerter aus einem Feld nahe Dystrup, eine Entdeckung aus dem Jahre 1994, 10 km westlich der Thorsø Høje.